# Michael Kimmerle
Michael Kimmerle (* 2. Dezember 1956 in Reutlingen) ist ein deutscher Grafikdesigner.

## Leben
Nach dem Abitur 1976 am Reutlinger Johannes-Kepler-Gymnasium absolvierte Kimmerle diverse Praktika in Werbeagenturen und Siebdruckereien, um ein paar Monate später ein Studium der Fachrichtung Grafik-Design an der Staatlichen Akademie für Bildende Künste in Braunschweig zu beginnen. An der Staatlichen Akademie der Bildenden Künste Stuttgart studierte er weiter und schloss 1982 als Diplom-Grafik-Designer mit der Diplomarbeit »Lebenslinien – Fotografie im sozialen Raum« ab.
Zwei Jahre zuvor hatte er in seiner Heimatstadt Reutlingen das Fotoatelier »Rotlicht« gegründet und 1981 durch die Mitarbeit an der Ausstellungsaktion »Typolaub« und der dazugehörigen Publikation »Phantasie« erkannt, welche inhaltliche Richtung er als Grafikdesigner einschlagen wollte. Michael Kimmerle arbeitet als freier Grafiker, Maler und Fotograf in Reutlingen, bis sich 1983 die Gelegenheit ergab als Art Director in der Werbeagentur »Packenius, Kienpointner, Vandenberg« in Düsseldorf zu arbeiten. Zwei Jahre später beschloss er, sich als Freier Art Director in Stuttgart selbstständig zu machen.
Von 1986 bis 1989 war er als Hochschulassistent für Grafik-Design und als Assistent des Rektors an der Staatlichen Akademie der Bildenden Künste Stuttgart bei Manfred Kröplien in der Presse- und Öffentlichkeitsarbeit. Während dieser Akademietätigkeit gestaltete er verschiedene Kataloge, u. a. zum »Symposion Weingarten« der Bildhauerklasse Brodwolf, »Skulptur und Zeichnung« der Künstlerin Andrea Zaumseil, »Film« von Bernhard Suhr (1988) und »Landschaften« des Künstlers Erwin Holl (1989) und vor allem »Eine Selbstdarstellung« der Akademie, ein 276 Seiten starkes Kompendium über die Geschichte, die Lehrer, ihre Klassen und die Werkstätten, erschienen in der Edition Cantz.
1989 erfolgte die Gründung von Michael Kimmerles Atelier »Art Direction + Design« innerhalb der Architekten-Trickfilm-Designer-Bürogemeinschaft »Ostend 106« in der südwestdeutschen Landeshauptstadt. Zehn Jahre später zog er mit seinem Büro nach Stuttgart-Süd um. Sein heutiges Atelier befindet sich in Botnang in der Eltinger Straße 78, 70195 Stuttgart.

## Auszeichnungen
- 2014: Nominierung Museum of the Year 2014 Award für das StadtMuseum Fellbach
- 2005: Die schönsten deutschen Bücher
- 2004: 2 x IF Communication Design Award
- 2003: Red Dot Award: Communication Design
- 2002: Red Dot Award: Communication Design
- 2000: Die 100 besten Plakate des Jahres
- 2000: The European Design Annual
- 2000: Bronze Kalenderschau Stuttgart
- 1997: European Regional Design Annual
- 1994: Die 100 besten Plakate des Jahres
- 1993: Eurographic Press Award
- 1993: Die schönsten deutschen Bücher
- 1989: Die schönsten Bücher der Bundesrepublik Deutschland